# أنتوني فوكس
أنتوني رينار فوكس (بالإنجليزية: Anthony Foxx)‏ (30 أبريل 1971) سياسي أمريكي يشغل منصب وزير النقل منذ عام 2013. في السابق، شغل منصب رئيس بلدية شارلوت بولاية نورث كارولينا، من فترة 2009-2013. يعتبر أنتوني عضوًا في الحزب الديمقراطي. انتخب لأول مرة لمجلس مدينة شارلوت في عام 2005، وقد فاز برئاسة البلدية عام 2009 ليصبح أصغر من يشغل منصب رئيس بلدية شارلوت  وعمدة أمريكي من أصل أفريقي.
رشحه الرئيس باراك أوباما فوكس أن يكون وزير النقل  في أبريل 2013، وكانت نتائج التصويت 100-0 وظهرت في يونيو 2013.